# Daniel Parra
Daniel Alexis Parra Durán (ur. 20 lipca 1999 w Celayi) – meksykański piłkarz występujący na pozycji lewego obrońcy, od 2025 roku zawodnik Morelii.